# Liste des cours d'eau de l'Orne
Pour un article plus général, voir Réseau hydrographique de l'Orne.

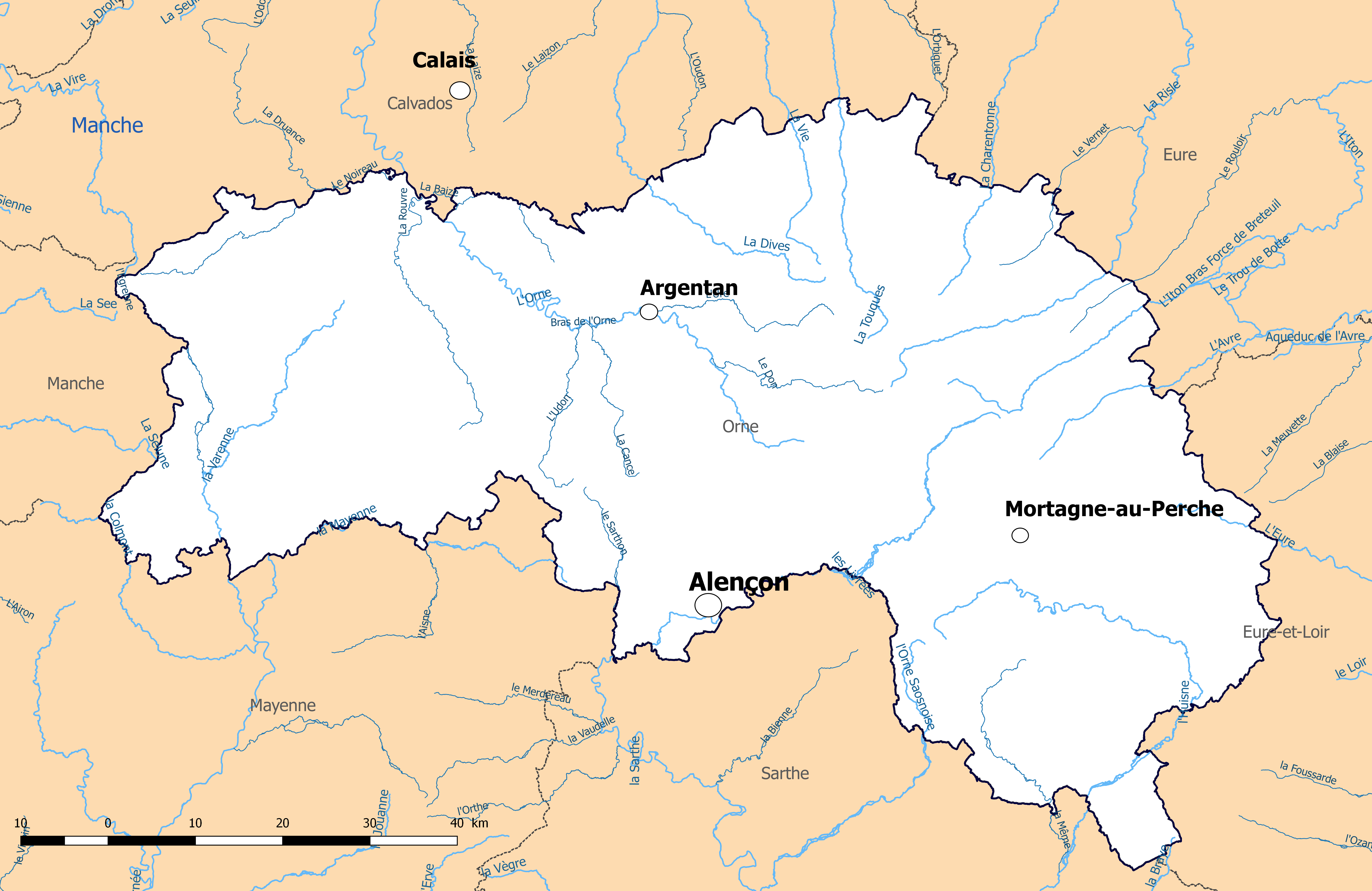
Carte des cours d'eau de longueur supérieure à 50 km et des principaux plans d'eau dans le département de l'Orne.

La liste des cours d'eau de l'Orne présente les principaux cours d'eau, de longueur supérieure à 10 km, traversant pour tout ou partie le territoire du département français de l'Orne dans la région Normandie.
Les cours d'eau sont ordonnés selon leur origine naturelle (fleuve, rivières ou ruisseaux) ou artificielle (canaux). Pour chacun d'entre eux sont précisés : sa classe, sa longueur totale, le cours d'eau dans lequel il se jette (confluence), le bassin collecteur auquel il appartient, le nombre de départements et de communes traversés et le nom des communes qu'il irrigue dans le département de l'Orne.

## Réseau hydrographique de l'Orne

### Longueur totale
La base de données Carthage est le référentiel du réseau hydrographique français. Cette base est réalisée à partir de la couche hydrographie de la base de données Carto enrichie par le ministère chargé de l'environnement et les agences de l'eau avec le découpage du territoire en zones hydrographiques d'une part et la codification de ces zones et du réseau hydrographique d'autre part. De cette base, il ressort que le réseau hydrographique du Loiret comprend environ 5 800 kilomètres de cours d’eau.

### Cartographie des cours d'eau dans l'Orne
Engagée en 2015, la réalisation de la cartographie des cours d'eau a concerné successivement chacun des bassins versants principaux du département. À la suite d'un appel à participation des riverains, les écoulements signalés ont été caractérisés permettant une mise à jour participative de la cartographie.

Le 20 juin 2023, les services de l'État dans l'Orne ont publié une nouvelle version de la cartographie du réseau hydrographique de l’Orne. D'après l'article de la préfecture de l'orne, cette cartographie des cours d’eau « police de l’eau » ne constitue pas, pour l’instant, le référentiel d'application des réglementations liées à la Politique Agricole Commune et à la directive nitrate.

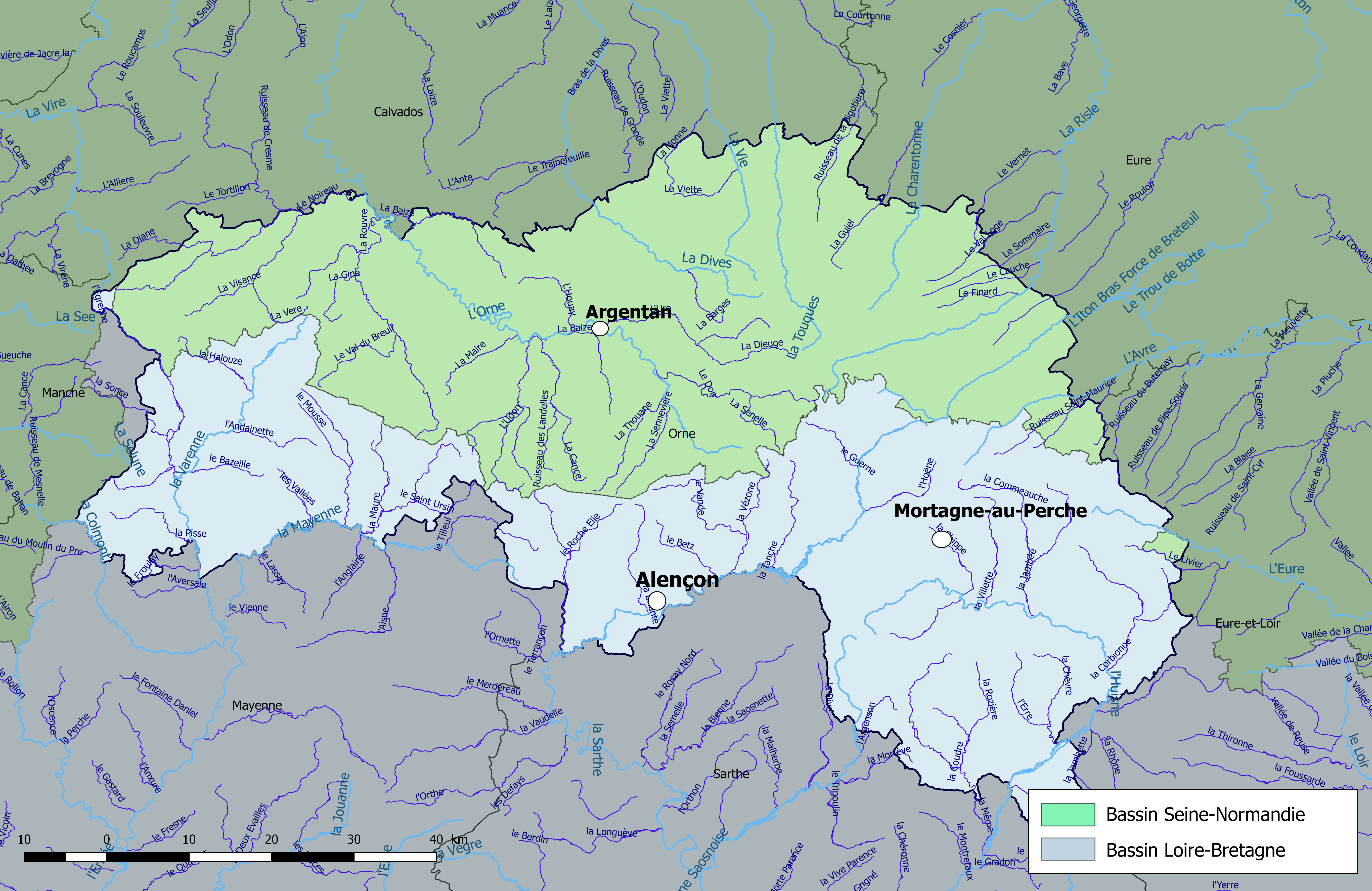
Découpage du département de l'Orne en bassins hydrographiques et représentation des cours d'eau de longueur supérieure à 10 km.

## Cours d'eau naturels

### Définition
Jusqu'en 2016, aucun texte législatif ne définissait la notion de cours d’eau. Ce n'est qu'avec la loi du 8 août 2016 pour la reconquête de la biodiversité, de la nature et des paysages que cette lacune est comblée. L'article 118 de cette loi insère un nouvel article L. 215-7-1 dans le code de l'environnement précisant que « constitue un cours d'eau un écoulement d'eaux courantes dans un lit naturel à l'origine, alimenté par une source et présentant un débit suffisant la majeure partie de l'année. L'écoulement peut ne pas être permanent compte tenu des conditions hydrologiques et géologiques locales. ». Ainsi les deux principaux critères retenus sont :
- la présence et la permanence d’un lit naturel à l’origine, ce qui distingue les cours d’eau (artificialisés ou non) des fossés et canaux creusés par la main de l’homme ;
- la permanence d’un débit suffisant une majeure partie de l’année, critère qui doit être évalué en fonction des conditions climatiques et hydrologiques locales.

### Cours d'eau permanents de longueur supérieure à10km
Le réseau hydrographique de l'Orne comprend 99 cours d'eau permanents de longueur supérieure à 10 km et dont le cours est en partie ou en totalité dans le département de l'Orne.
Le référentiel national hiérarchise le réseau en sept classes selon l'importance décroissante des cours d'eau. Le tableau ci-après regroupe tous les cours d'eau irriguant pour tout ou partie du département et appartenant à l'une des classes 1 à 4. Pour chacune de ces classes les caractéristiques des cours d'eau sont les suivantes : 
- 1 : longueur supérieure à 100 km ou tout cours d’eau se jetant dans une embouchure logique[Note 1] et d'une longueur supérieure à 25 km ;
- 2 : longueur comprise entre 50 et 100 km ou tout cours d’eau se jetant dans une embouchure logique et d’une longueur supérieure à 10 km ;
- 3 : longueur comprise entre 25 et 50 km ;
- 4 : longueur comprise entre 10 et 25 km.

| Nom du cours d'eau            | Classe | Longueur totale en km | Confluence             | Bassin collecteur | Départements irrigués | Communes irriguées | Communes irriguées | Communes irriguées |
| Nom du cours d'eau            | Classe | Longueur totale en km | Confluence             | Bassin collecteur | Départements irrigués | Nb total           | Nb ds le dép.      | Communes du département |
| ----------------------------- | ------ | --------------------- | ---------------------- | ----------------- | --------------------- | ------------------ | ------------------ | --- |
| Aisne                         | 3      | 27,2                  | la Mayenne             | la Mayenne        | 2 (53, 61)            | 10                 | 1                  | Saint-Ouen-le-Brisoult. |
| Andainette                    | 4      | 12,6                  | la Varenne             | la Mayenne        | 1 (61)                | 4                  | 4                  | Champsecret, Domfront en Poiraie, Saint-Bômer-les-Forges, Les Monts d'Andaine. |
| Argenson                      | 4      | 11,3                  | l'Orne saosnoise       | la Sarthe         | 2 (61, 72)            | 4                  | 3                  | Igé, Saint-Fulgent-des-Ormes, Vaunoise. |
| Avre                          | 2      | 80,4                  | L'Eure                 | la Seine          | 3 (27, 28, 61)        | 29                 | 3                  | Beaulieu, Irai, Tourouvre au Perche. |
| Baize                         | 4      | 15,3                  | L'Orne                 | l'Orne            | 1 (61)                | 4                  | 4                  | Argentan, Fontenai-sur-Orne, Boischampré, Sarceaux. |
| Baize                         | 3      | 25,7                  | l'Orne                 | l'Orne            | 2 (14, 61)            | 12                 | 6                  | Bazoches-au-Houlme, Champcerie, Habloville, Ménil-Hermei, Ménil-Vin, Neuvy-au-Houlme. |
| Barges                        | 4      | 11,9                  | La Dives               | La Dives          | 1 (61)                | 5                  | 5                  | Chambois, Exmes, Fel, Omméel, Villebadin. |
| Bazeille                      | 4      | 11                    | la Varenne             | la Mayenne        | 1 (61)                | 4                  | 4                  | Domfront en Poiraie, Juvigny Val d'Andaine, Saint-Brice, Torchamp. |
| Betz                          | 4      | 13,4                  | la Sarthe              | la Sarthe         | 1 (61)                | 6                  | 6                  | Écouves, Hauterive, Larré, Écouves, Semallé, Écouves. |
| Braye                         | 2      | 75,1                  | le Loir                | la Sarthe         | 4 (28, 41, 61, 72)    | 24                 | 1                  | Ceton. |
| Briante                       | 4      | 16,9                  | la Sarthe              | la Sarthe         | 1 (61)                | 6                  | 6                  | Alençon, Le Bouillon, Colombiers, Damigny, Écouves, Saint-Nicolas-des-Bois. |
| Cance                         | 3      | 25,6                  | Bras de l'Orne         | l'Orne            | 1 (61)                | 7                  | 7                  | Avoine, Boucé, Écouché-les-Vallées, Fontenai-sur-Orne, Francheville, La Lande-de-Goult, Tanques. |
| Cauche                        | 4      | 11,3                  | la Risle               | la Seine          | 2 (27, 61)            | 5                  | 4                  | Saint-Martin-d'Écublei, Saint-Nicolas-de-Sommaire, Saint-Sulpice-sur-Risle, Saint-Symphorien-des-Bruyères. |
| Charentonne                   | 2      | 62,7                  | la Risle               | la Seine          | 2 (27, 61)            | 17                 | 3                  | La Ferté-en-Ouche, La Gonfrière, Saint-Evroult-Notre-Dame-du-Bois. |
| Chêne Galon                   | 4      | 12,4                  | l'Huisne               | la Sarthe         | 1 (61)                | 5                  | 5                  | Bellavilliers, Comblot, Eperrais, Mauves-sur-Huisne, Le Pin-la-Garenne. |
| Chèvre                        | 4      | 13,7                  | l'Erre                 | la Sarthe         | 1 (61)                | 4                  | 4                  | Berd'huis, Perche en Nocé, Saint-Hilaire-sur-Erre, Verrières. |
| Chippe                        | 4      | 12,1                  | l'Huisne               | la Sarthe         | 1 (61)                | 6                  | 6                  | Comblot, Courgeon, Loisail, Mauves-sur-Huisne, Mortagne-au-Perche, Saint-Langis-lès-Mortagne. |
| Colmont                       | 2      | 50,4                  | la Mayenne             | la Mayenne        | 3 (50, 53, 61)        | 16                 | 2                  | Passais Villages, Mantilly. |
| Commeauche                    | 4      | 28,5                  | l'Huisne               | la Sarthe         | 1 (61)                | 5                  | 5                  | Cour-Maugis sur Huisne, Feings, Cour-Maugis sur Huisne, Longny les Villages, Tourouvre au Perche. |
| Corbionne                     | 4      | 24,8                  | l'Huisne               | la Sarthe         | 1 (61)                | 6                  | 6                  | Bretoncelles, Sablons sur Huisne, Longny les Villages, La Madeleine-Bouvet, Le Mage, Moutiers-au-Perche. |
| Coudre                        | 4      | 12,4                  | la Même                | la Sarthe         | 1 (61)                | 4                  | 4                  | Appenai-sous-Bellême, La Chapelle-Souëf, Val-au-Perche, Saint-Germain-de-la-Coudre. |
| Couillard                     | 4      | 11,3                  | L'Udon                 | l'Orne            | 1 (61)                | 5                  | 5                  | Le Champ-de-la-Pierre, Joué-du-Bois, Rânes, Saint-Martin-l'Aiguillon, Vieux-Pont. |
| Diane                         | 4      | 17,7                  | Le Noireau             | l'Orne            | 2 (14, 61)            | 5                  | 2                  | Montsecret-Clairefougère, Saint-Pierre-d'Entremont. |
| Dieuge                        | 4      | 15,6                  | L'Ure                  | l'Orne            | 1 (61)                | 6                  | 6                  | Almenêches, La Cochère, Ménil-Froger, Le Merlerault, Nonant-le-Pin, Saint-Germain-de-Clairefeuille. |
| Dives                         | 1      | 104,6                 | Manche                 | La Dives          | 2 (14, 61)            | 48                 | 16                 | Aubry-en-Exmes, Avernes-sous-Exmes, Chambois, Coulonces, Courménil, Exmes, Fel, Fontaine-les-Bassets, Guêprei, Merri, Neauphe-sur-Dive, Omméel, Ommoy, Saint-Lambert-sur-Dive, Tournai-sur-Dive, Trun. |
| Don                           | 3      | 29,6                  | L'Orne                 | l'Orne            | 1 (61)                | 11                 | 11                 | Almenêches, Brullemail, Chailloué, Le Château-d'Almenêches, La Genevraie, Godisson, Chailloué, Médavy, Le Merlerault, Chailloué, Saint-Léonard-des-Parcs. |
| Donnette                      | 4      | 11,2                  | la Corbionne           | la Sarthe         | 2 (28, 61)            | 4                  | 2                  | Bretoncelles, Le Pas-Saint-l'Homer. |
| Égrenne                       | 3      | 36,6                  | la Varenne             | la Mayenne        | 2 (50, 61)            | 10                 | 6                  | Tinchebray-Bocage, Domfront en Poiraie, Lonlay-l'Abbaye, Saint-Christophe-de-Chaulieu, Saint-Gilles-des-Marais, Saint-Mars-d'Égrenne. |
| Erre                          | 4      | 17,9                  | l'Huisne               | la Sarthe         | 2 (28, 61)            | 6                  | 5                  | Val-au-Perche, Perche en Nocé, Perche en Nocé, Val-au-Perche, Saint-Hilaire-sur-Erre. |
| Eure                          | 1      | 228,7                 | La Seine               | la Seine          | 4 (27, 28, 61, 76)    | 96                 | 2                  | Les Menus, Longny les Villages. |
| Finard                        | 4      | 11                    | La Risle               | la Seine          | 1 (61)                | 5                  | 5                  | L'Aigle, Rai, Saint-Martin-d'Écublei, Saint-Sulpice-sur-Risle, Saint-Symphorien-des-Bruyères. |
| Froulay                       | 4      | 11,4                  | la Varenne             | la Mayenne        | 2 (53, 61)            | 5                  | 2                  | Ceaucé, Passais Villages. |
| Gine                          | 4      | 11,3                  | La Rouvre              | l'Orne            | 1 (61)                | 4                  | 4                  | Bellou-en-Houlme, Athis-Val de Rouvre, Durcet, Landigou. |
| Gourbe                        | 4      | 24,4                  | la Mayenne             | la Mayenne        | 1 (61)                | 8                  | 8                  | La Ferté-Macé, La Chaux, Joué-du-Bois, Magny-le-Désert, Méhoudin, La Motte-Fouquet, Saint-Ouen-le-Brisoult, Saint-Patrice-du-Désert. |
| Guerne                        | 4      | 10,5                  | la Sarthe              | la Sarthe         | 1 (61)                | 3                  | 3                  | Courtomer, Le Plantis, Tellières-le-Plessis. |
| Guiel                         | 4      | 24,4                  | La Charentonne         | la Seine          | 2 (27, 61)            | 8                  | 3                  | La Ferté-en-Ouche, Le Sap-André, La Trinité-des-Laitiers. |
| Halouze                       | 4      | 14,7                  | la Varenne             | la Mayenne        | 1 (61)                | 7                  | 7                  | Banvou, Chanu, Le Châtellier, Tinchebray-Bocage, Lonlay-l'Abbaye, Saint-Bômer-les-Forges, Saint-Clair-de-Halouze. |
| Hoëne                         | 4      | 13,3                  | la Sarthe              | la Sarthe         | 1 (61)                | 5                  | 5                  | Bazoches-sur-Hoëne, Tourouvre au Perche, La Mesnière, Sainte-Céronne-lès-Mortagne, Saint-Hilaire-le-Châtel. |
| Houay                         | 4      | 13,2                  | L'Orne                 | l'Orne            | 1 (61)                | 5                  | 5                  | Commeaux, Goulet, Moulins-sur-Orne, Occagnes, Ri. |
| Huisne                        | 1      | 164,3                 | la Sarthe              | la Sarthe         | 3 (28, 61, 72)        | 46                 | 23                 | Rémalard en Perche, Cour-Maugis sur Huisne, Ceton, Comblot, Sablons sur Huisne, Sablons sur Huisne, Corbon, Cour-Maugis sur Huisne, Rémalard en Perche, Cour-Maugis sur Huisne, Val-au-Perche, Mauves-sur-Huisne, La Perrière, Pervenchères, Rémalard en Perche, Réveillon, Val-au-Perche, Saint-Denis-sur-Huisne, Saint-Germain-des-Grois, Saint-Hilaire-sur-Erre, Saint-Jouin-de-Blavou, Cour-Maugis sur Huisne, Val-au-Perche. |
| Iton                          | 1      | 131,8                 | L'Eure                 | la Seine          | 2 (27, 61)            | 45                 | 14                 | Bonnefoi, Bonsmoulins, Chandai, La Chapelle-Viel, Crulai, La Ferrière-au-Doyen, Les Genettes, Mahéru, Moulins-la-Marche, Saint-Aquilin-de-Corbion, Les Aspres, Saint-Ouen-sur-Iton, Soligny-la-Trappe, Vitrai-sous-Laigle. |
| Jambée                        | 4      | 17,9                  | la Commeauche          | la Sarthe         | 1 (61)                | 3                  | 3                  | Bizou, Cour-Maugis sur Huisne, Longny les Villages. |
| Jambette                      | 4      | 11,1                  | la Rhône               | la Sarthe         | 2 (28, 61)            | 5                  | 1                  | Val-au-Perche. |
| Lembron                       | 4      | 14,4                  | La Rouvre              | l'Orne            | 1 (61)                | 7                  | 7                  | Athis-Val de Rouvre, Flers, La Lande-Saint-Siméon, Athis-Val de Rouvre, Sainte-Honorine-la-Chardonne, Athis-Val de Rouvre, Athis-Val de Rouvre. |
| ruisseau des Louvrières       | 4      | 11,1                  | la Mayenne             | la Mayenne        | 1 (61)                | 2                  | 2                  | Juvigny Val d'Andaine, Rives d'Andaine. |
| Livier                        | 4      | 16,5                  | L'Eure                 | la Seine          | 2 (28, 61)            | 8                  | 5                  | Le Mage, Les Menus, Moutiers-au-Perche, Longny les Villages, Le Pas-Saint-l'Homer. |
| Maire                         | 4      | 16                    | L'Orne                 | l'Orne            | 1 (61)                | 7                  | 7                  | Écouché-les-Vallées, Faverolles, La Lande-de-Lougé, Lougé-sur-Maire, Montreuil-au-Houlme, Rânes, Sevrai. |
| Maroisse                      | 4      | 12,5                  | l'Huisne               | la Sarthe         | 2 (61, 72)            | 3                  | 2                  | Ceton, Val-au-Perche. |
| Maure                         | 4      | 12                    | la Gourbe              | la Mayenne        | 1 (61)                | 4                  | 4                  | La Ferté-Macé, La Ferté-Macé, Magny-le-Désert, Les Monts d'Andaine. |
| Mayenne                       | 1      | 202,3                 | la Maine               | la Loire          | 3 (49, 53, 61)        | 61                 | 5                  | Rives d'Andaine, Lalacelle, Juvigny Val d'Andaine, Méhoudin, Saint-Ouen-le-Brisoult. |
| Même                          | 3      | 41,8                  | l'Huisne               | la Sarthe         | 2 (61, 72)            | 8                  | 5                  | Le Gué-de-la-Chaîne, Igé, Saint-Germain-de-la-Coudre, Saint-Martin-du-Vieux-Bellême, Sérigny. |
| Monne                         | 4      | 14,7                  | La Vie                 | la Dives          | 2 (14, 61)            | 8                  | 3                  | Crouttes, Le Renouard, Saint-Gervais-des-Sablons. |
| Mortève                       | 4      | 13                    | l'Orne saosnoise       | la Sarthe         | 2 (61, 72)            | 5                  | 2                  | Igé, Pouvrai. |
| Mousse                        | 4      | 10,4                  | la Vée                 | la Mayenne        | 1 (61)                | 5                  | 5                  | La Coulonche, La Ferrière-aux-Étangs, Juvigny Val d'Andaine, Bagnoles de l'Orne Normandie, Les Monts d'Andaine. |
| Noireau                       | 3      | 43,3                  | L'Orne                 | l'Orne            | 2 (14, 61)            | 16                 | 12                 | Berjou, Cahan, Caligny, Cerisy-Belle-Étoile, Le Ménil-Ciboult, Ménil-Hubert-sur-Orne, Montilly-sur-Noireau, Montsecret-Clairefougère, Saint-Christophe-de-Chaulieu, Saint-Pierre-d'Entremont, Saint-Pierre-du-Regard, Tinchebray-Bocage. |
| Orne                          | 1      | 169,6                 | Manche                 | l'Orne            | 2 (14, 61)            | 76                 | 33                 | Almenêches, Argentan, Aunou-le-Faucon, Aunou-sur-Orne, Belfonds, Boissei-la-Lande, Le Château-d'Almenêches, Écouché-les-Vallées, Fontenai-sur-Orne, Putanges-le-Lac, Putanges-le-Lac, Giel-Courteilles, Goulet, Juvigny-sur-Orne, Macé, Médavy, Ménil-Hermei, Ménil-Hubert-sur-Orne, Putanges-le-Lac, Montgaroult, Mortrée, Moulins-sur-Orne, Putanges-le-Lac, Putanges-le-Lac, Putanges-le-Lac, Sai, Putanges-le-Lac, Putanges-le-Lac, Boischampré, Saint-Philbert-sur-Orne, Sarceaux, Sées, Sevrai.                                               |
| Orne saosnoise                | 2      | 52,7                  | la Sarthe              | la Sarthe         | 2 (61, 72)            | 22                 | 5                  | Montgaudry, Origny-le-Roux, La Perrière, Saint-Fulgent-des-Ormes, Suré. |
| Pisse                         | 4      | 15,2                  | la Varenne             | la Mayenne        | 2 (53, 61)            | 5                  | 4                  | Ceaucé, Mantilly, Passais Villages, Saint-Fraimbault. |
| Pont Barrabé                  | 4      | 11,8                  | l'Égrenne              | la Mayenne        | 2 (50, 61)            | 5                  | 3                  | Mantilly, Passais Villages, Saint-Mars-d'Égrenne. |
| Risle                         | 1      | 144,7                 | Manche                 | la Seine          | 2 (27, 61)            | 54                 | 12                 | Aube, Beaufai, Échauffour, Ferrières-la-Verrerie, L'Aigle, Planches, Rai, Sainte-Gauburge-Sainte-Colombe, Saint-Hilaire-sur-Risle, Saint-Martin-d'Écublei, Saint-Pierre-des-Loges, Saint-Sulpice-sur-Risle. |
| Roche Élie                    | 4      | 10,4                  | le Sarthon             | la Sarthe         | 1 (61)                | 3                  | 3                  | Fontenai-les-Louvets, Livaie, Saint-Nicolas-des-Bois. |
| Rouloir                       | 3      | 49,1                  | L'Iton                 | la Seine          | 2 (27, 61)            | 16                 | 3                  | Saint-Michel-Tubœuf, Saint-Ouen-sur-Iton, Saint-Sulpice-sur-Risle. |
| Rouvre                        | 3      | 45,6                  | l'Orne                 | l'Orne            | 2 (14, 61)            | 22                 | 21                 | Beauvain, Athis-Val de Rouvre, Briouze, Athis-Val de Rouvre, Craménil, Faverolles, Le Grais, Lignou, Lonlay-le-Tesson, Ménil-Hubert-sur-Orne, Athis-Val de Rouvre, Pointel, Saint-André-de-Briouze, Saint-Georges-d'Annebecq, Saint-Hilaire-de-Briouze, Sainte-Honorine-la-Guillaume, Sainte-Opportune, Saint-Philbert-sur-Orne, Athis-Val de Rouvre, Athis-Val de Rouvre, Athis-Val de Rouvre. |
| Rozière                       | 4      | 11,9                  | la Coudre              | la Sarthe         | 1 (61)                | 5                  | 5                  | La Chapelle-Souëf, Dame-Marie, Val-au-Perche, Saint-Cyr-la-Rosière, Perche en Nocé. |
| Ruisseau de la Bigotière      | 4      | 17,4                  | L'Orbiquet             | la Touques        | 2 (14, 61)            | 7                  | 6                  | Avernes-Saint-Gourgon, Le Bosc-Renoult, Chaumont, Saint-Aubin-de-Bonneval, Saint-Germain-d'Aunay, Sap-en-Auge. |
| Ruisseau de la Gohière        | 4      | 11                    | l'Avre                 | la Seine          | 3 (27, 28, 61)        | 5                  | 1                  | Moussonvilliers. |
| Ruisseau de la Motte          | 4      | 11,4                  | Ruisseau Saint-Maurice | la Seine          | 1 (61)                | 4                  | 4                  | Normandel, Saint-Maurice-lès-Charencey, Tourouvre au Perche, La Ventrouze. |
| Ruisseau des Landelles        | 4      | 10,7                  | La Cance               | l'Orne            | 1 (61)                | 3                  | 3                  | Boucé, La Lande-de-Goult, Saint-Sauveur-de-Carrouges. |
| Ruisseau du Buternay          | 4      | 24,1                  | Aqueduc de l'Avre      | la Seine          | 3 (27, 28, 61)        | 8                  | 1                  | Longny les Villages. |
| Ruisseau du Moulin de Besnard | 4      | 12,7                  | L'Udon                 | l'Orne            | 1 (61)                | 8                  | 8                  | Boucé, Carrouges, Chahains, Le Ménil-Scelleur, Sainte-Marguerite-de-Carrouges, Sainte-Marie-la-Robert, Saint-Sauveur-de-Carrouges, Vieux-Pont. |
| Ruisseau Saint-Maurice        | 4      | 10,4                  | Bras de l'Avre         | la Seine          | 2 (27, 61)            | 5                  | 3                  | Beaulieu, Tourouvre au Perche, Saint-Maurice-lès-Charencey. |
| Saint-Ursin                   | 4      | 11,2                  | la Gourbe              | la Mayenne        | 2 (53, 61)            | 3                  | 2                  | Magny-le-Désert, Saint-Patrice-du-Désert. |
| Sarthe                        | 1      | 313,9                 | la Maine               | la Loire          | 4 (49, 53, 61, 72)    | 107                | 32                 | Alençon, Barville, Bazoches-sur-Hoëne, Bonsmoulins, Buré, Bures, Cerisé, Champeaux-sur-Sarthe, Condé-sur-Sarthe, Coulonges-sur-Sarthe, Hauterive, Héloup, Laleu, Mahéru, Le Mêle-sur-Sarthe, Le Ménil-Broût, La Mesnière, Mieuxcé, Moulins-la-Marche, Le Plantis, Saint-Agnan-sur-Sarthe, Saint-Aquilin-de-Corbion, Saint-Aubin-de-Courteraie, Saint-Céneri-le-Gérei, Saint-Germain-du-Corbéis, Saint-Julien-sur-Sarthe, Saint-Léger-sur-Sarthe, Saint-Martin-des-Pézerits, Sainte-Scolasse-sur-Sarthe, Semallé, Valframbert, Les Ventes-de-Bourse. |
| Sarthon                       | 3      | 25                    | la Sarthe              | la Sarthe         | 2 (53, 61)            | 12                 | 10                 | La Ferrière-Bochard, Gandelain, Livaie, Longuenoë, La Roche-Mabile, Rouperroux, Saint-Céneri-le-Gérei, Saint-Denis-sur-Sarthon, Saint-Didier-sous-Écouves, Saint-Ellier-les-Bois. |
| Senelle                       | 4      | 11,8                  | Le Don                 | l'Orne            | 1 (61)                | 4                  | 4                  | Aunou-sur-Orne, Gâprée, Chailloué, Saint-Léonard-des-Parcs. |
| Sennevière                    | 4      | 14,4                  | L'Orne                 | l'Orne            | 1 (61)                | 5                  | 5                  | Belfonds, La Ferrière-Béchet, Mortrée, Saint-Hilaire-la-Gérard, Tanville. |
| Sommaire                      | 4      | 18,9                  | La Risle               | la Seine          | 2 (27, 61)            | 6                  | 2                  | Saint-Nicolas-de-Sommaire, Saint-Symphorien-des-Bruyères. |
| Sonce                         | 4      | 16,8                  | l'Égrenne              | la Mayenne        | 2 (50, 61)            | 5                  | 1                  | Domfront en Poiraie. |
| Tanche                        | 4      | 18,4                  | la Sarthe              | la Sarthe         | 1 (61)                | 9                  | 9                  | Aunay-les-Bois, Boitron, Le Chalange, Marchemaisons, Le Ménil-Guyon, Montchevrel, Saint-Aubin-d'Appenai, Saint-Léger-sur-Sarthe, Les Ventes-de-Bourse. |
| Thouane                       | 4      | 17,7                  | l'Orne                 | l'Orne            | 1 (61)                | 4                  | 4                  | Le Cercueil, Montmerrei, Mortrée, Tanville. |
| Tilleul                       | 4      | 17,4                  | la Mayenne             | la Mayenne        | 2 (53, 61)            | 4                  | 2                  | Ciral, Gandelain. |
| Touques                       | 1      | 108,4                 | Manche                 | La Touques        | 2 (14, 61)            | 47                 | 16                 | Avernes-Saint-Gourgon, Canapville, Champ-Haut, Cisai-Saint-Aubin, Coulmer, Croisilles, Échauffour, Gacé, Mardilly, Neuville-sur-Touques, Orgères, Sap-en-Auge, Pontchardon, Résenlieu, Saint-Evroult-de-Montfort, Ticheville. |
| Udon                          | 3      | 28,2                  | L'Orne                 | l'Orne            | 1 (61)                | 10                 | 10                 | Carrouges, Chahains, Écouché-les-Vallées, Joué-du-Plain, Sainte-Marguerite-de-Carrouges, Sainte-Marie-la-Robert, Saint-Martin-des-Landes, Saint-Martin-l'Aiguillon, Sevrai, Vieux-Pont. |
| Ure                           | 3      | 30,2                  | L'Orne                 | l'Orne            | 1 (61)                | 12                 | 12                 | Argentan, Le Bourg-Saint-Léonard, La Cochère, Croisilles, Ginai, Ménil-Froger, Nonant-le-Pin, Le Pin-au-Haras, Sai, Saint-Germain-de-Clairefeuille, Silly-en-Gouffern, Urou-et-Crennes. |
| Val du Breuil                 | 4      | 17,1                  | La Rouvre              | l'Orne            | 1 (61)                | 3                  | 3                  | Bellou-en-Houlme, Briouze, Pointel. |
| Val Loge                      | 4      | 14,2                  | l'Eure                 | la Seine          | 2 (27, 61)            | 6                  | 2                  | La Ferté-en-Ouche, Saint-Nicolas-de-Sommaire. |
| Vande                         | 4      | 22                    | la Vézone              | la Sarthe         | 1 (61)                | 7                  | 7                  | Le Bouillon, Bursard, La Chapelle-près-Sées, Essay, Ménil-Erreux, Neauphe-sous-Essai, Saint-Gervais-du-Perron. |
| Varenne                       | 2      | 59,9                  | la Mayenne             | la Mayenne        | 2 (53, 61)            | 17                 | 13                 | Banvou, Ceaucé, Champsecret, Le Châtellier, Domfront en Poiraie, Dompierre, Échalou, Messei, Saint-André-de-Messei, Saint-Bômer-les-Forges, Saint-Fraimbault, Saint-Mars-d'Égrenne, Torchamp. |
| Vée                           | 4      | 23,7                  | la Mayenne             | la Mayenne        | 2 (53, 61)            | 8                  | 7                  | La Coulonche, La Ferrière-aux-Étangs, Rives d'Andaine, Bagnoles de l'Orne Normandie, Les Monts d'Andaine, Tessé-Froulay, Bagnoles de l'Orne Normandie. |
| Vère                          | 4      | 24,8                  | Le Noireau             | l'Orne            | 2 (14, 61)            | 13                 | 12                 | Athis-Val de Rouvre, Aubusson, Caligny, Flers, La Lande-Patry, Landigou, Messei, Montilly-sur-Noireau, Saint-Georges-des-Groseillers, Sainte-Honorine-la-Chardonne, Saint-Pierre-du-Regard, La Selle-la-Forge. |
| Vernet                        | 3      | 27,4                  | la Risle               | la Seine          | 2 (27, 61)            | 6                  | 2                  | La Ferté-en-Ouche, Saint-Nicolas-de-Sommaire. |
| Vézone                        | 4      | 19,8                  | la Sarthe              | la Sarthe         | 1 (61)                | 8                  | 8                  | Aunou-sur-Orne, Boitron, Essay, Hauterive, Le Ménil-Broût, Neuilly-le-Bisson, Trémont, Les Ventes-de-Bourse. |
| Vie                           | 2      | 66,9                  | la Dives               | la Dives          | 2 (14, 61)            | 29                 | 8                  | Aubry-le-Panthou, Fresnay-le-Samson, Guerquesalles, Ménil-Hubert-en-Exmes, Roiville, Saint-Pierre-la-Rivière, Survie, Vimoutiers. |
| Viette                        | 4      | 11                    | la Vie                 | la Dives          | 1 (61)                | 5                  | 5                  | Camembert, Les Champeaux, Écorches, Guerquesalles, Vimoutiers. |
| Villette                      | 4      | 17,3                  | l'Huisne               | la Sarthe         | 1 (61)                | 6                  | 6                  | La Chapelle-Montligeon, Corbon, Courgeon, Feings, Saint-Mard-de-Réno, Tourouvre au Perche. |
| Visance                       | 4      | 11,3                  | la Vère                | l'Orne            | 1 (61)                | 6                  | 6                  | Caligny, Cerisy-Belle-Étoile, Chanu, La Lande-Patry, Landisacq, Saint-Paul. |

## Canaux
Aucun canal ne traverse le territoire du département.